# Micrathena stuebeli
Micrathena stuebeli är en spindelart som först beskrevs av Karsch 1886.  Micrathena stuebeli ingår i släktet Micrathena och familjen hjulspindlar. Inga underarter finns listade i Catalogue of Life.